# Ellwangen
Ellwangen is een gemeente in de Duitse deelstaat Baden-Württemberg, gelegen in het Ostalbkreis. De stad telt 24.477 inwoners.

## Geografie
Ellwangen heeft een oppervlakte van 127,45 km² en ligt in het zuidwesten van Duitsland.

## Stadsdelen
- Kernstadt, met: Braune Hardt, Schloss ob Ellwangen, Schönenberg
- Pfahlheim, met: Beersbach, Buchhausen, Halheim, Hammermühle, Hardt, Hirlbach, Hochgreut, Hofstetten, Pfeifhäusle, Sonnenhof
- Rindelbach, met: Borsthof, Eigenzell, Gehrensägmühle, Holbach, Kalkhöfe, Kellerhaus, Rabenhof, Rattstadt, Rotkreuz, Scheuensägmühle, Schönau, Schönenberg, Stocken, Stockensägmühle, Treppelmühle
- Röhlingen, met: Dettenroden, Elberschwenden, Erpfental, Haisterhofen, Killingen, Neunheim, Neunstadt, Rötlen, Schafhof, Steigberg, Süßhof, Wagnershof
- Schrezheim, met: Altmannsrot, Altmannsweiler, Bahnmühle, Eggenrot, Engelhardsweiler, Espachweiler, Glassägmühle, Griesweiler, Hinterlengenberg, Hintersteinbühl, Lindenhäusle, Lindenhof, Lindenkeller, Ölmühle, Rotenbach, Schleifhäusle, Vorderlengenberg

## Geboren
- Albian Muzaqi (1994), Kosovaars/Albanees-Nederlands voetballer

Aalen ·
Abtsgmünd ·
Adelmannsfelden ·
Bartholomä ·
Böbingen an der Rems ·
Bopfingen ·
Durlangen ·
Ellenberg ·
Ellwangen ·
Eschach ·
Essingen ·
Göggingen ·
Gschwend ·
Heubach ·
Heuchlingen ·
Hüttlingen ·
Iggingen ·
Jagstzell ·
Kirchheim am Ries ·
Lauchheim ·
Leinzell ·
Lorch ·
Mögglingen ·
Mutlangen ·
Neresheim ·
Neuler ·
Obergröningen ·
Oberkochen ·
Rainau ·
Riesbürg ·
Rosenberg ·
Ruppertshofen ·
Schechingen ·
Schwäbisch Gmünd ·
Spraitbach ·
Stödtlen ·
Täferrot ·
Tannhausen ·
Unterschneidheim ·
Waldstetten ·
Westhausen ·
Wört